# Tonnerre d’Abomey FC
Der Tonnerre d’Abomey FC ist ein Fußballverein aus Abomey, Benin. Er trägt seine Heimspiele im Stade Municipal de Bohicon.
Dem Verein gelang 2007 sein größter Erfolg, als man die Benin Premier League gewinnen konnte. 2012 scheiterten sie knapp an ihren zweiten Titel. Es sollten bisher die einzigen Erfolge für den Verein sein. Durch die Erfolge konnten sie sich für die CAF Champions League qualifizieren, scheiterten aber bereits in der ersten Spielrunde.

## Bekannte Spieler
Spieler absolvierten allesamt mindestens ein Länderspiel.
- Arnaud Séka

## Statistik in den CAF-Wettbewerben
| Wettbewerb                | Runde         | Gegner                 | Hinspiel | Rückspiel |  |
| ------------------------- | ------------- | ---------------------- | -------- | --------- |  |
|                           |               |                        |          |           |  |
| CAF Champions League 2008 | Qualifikation | Africa Sports National | 0:0 (H)  | 0:3 (A)   |  |
| CAF Champions League 2012 | Qualifikation | AS GNN                 | 0:0 (A)  | 1:0 (H)   |  |
|                           | 1. Runde      | Stade Malien           | 0:0 (H)  | 2:5 (A)   |  |